# Championnat de France de barbecue
Cet article concerne la cuisine en extérieur. Pour les autres championnats de France, voir Championnat de France.
Le Championnat de France de Barbecue est une compétition d'art culinaire sur barbecue pratiquée en plein air annuellement aux Saintes-Maries-de-la-Mer. Elle est ouverte aux amateurs et professionnels de ce mode de cuisson dans un esprit d'égalité et de convivialité. Les compétiteurs de tous pays cuisinent devant un public de plusieurs milliers de personnes. Un jury contrôle les règles imposées et détermine les classements.

## Historique
Le championnat a été initié par Jean-François Dupont familiarisé aux barbecues depuis son enfance en Provence. Il lance le concept en France en 2011, concept déjà existant à grande échelle aux États-Unis, le premier championnat a lieu en 2013 à Méjanes.
Le marché du barbecue est de plus en plus populaire  et pour que l'esprit barbecue soit préservé, l'organisation fournit à chaque équipe le même matériel de cuisson, le combustible et les ingrédients de base.
Il est sponsorisé par la société Weber-Stephen qui fournit les barbecues pour les différentes manches du championnat.

## Organisation[5]

### Spectateurs
Le championnat se déroule devant un public libre invité à voir et discuter de technique BBQ avec les compétiteurs. Chaque année plusieurs milliers de visiteurs se relayent autour des stands.

### Compétiteurs
Le championnat est ouvert à des compétiteurs inscrits par équipe de une à quatre personnes sans restriction de nationalité*. (cinq personnes si la 5ème est un coach qui ne cuisine pas).
Chaque équipe peut concourir dans trois à 4 catégories maximum parmi les neuf proposées : Cinq viandes agneau, bœuf, porc, poulet, taureau ; poisson ; légumes ; burger, dessert. Le Grill Master de l'année est attribué à l'équipe lauréate dans au moins une catégorie ayant réalisé le maximum de points dans les autres catégories.
*pour prétendre au titre de « Champion de France », 50 % des membres de l'équipe doivent cependant résider en France

### Jury
Le championnat ainsi que le jury peut être parrainé par une personnalité, comme Gérard Louvin en 2016.
Le jury est composé de spécialistes de cuisine de plein air, de chefs de cuisine et de passionnés culinaires. Il est chargé de contrôler la bonne application des règles du championnat et de juger le rendu des compétiteurs.

### Règles
Utilisation d'un appareil de cuisson identique pour tous fourni par un sponsor, du même combustible pour la cuisson, des mêmes produits de base.
Les produits cuisinés doivent être à bonne cuisson, présenter de beaux marquages et restituer un goût fumé typiques du BBQ.
En complément de l'observation des règles, le jury apprécie la propreté du travail, l'originalité et les qualités gustatives de chaque plat.

Malgré la rigueur des règles le président souhaite une manifestation conviviale ainsi que des candidats décontractés.

## Les Éditions[10]
| Année |            | Parrain                           | Porc                               | Boeuf                                                                               | Poulet                                                                        | Agneau                                                                        | Taureau                                                              | Légumes                                                                       | Poisson                                                            | Dessert              | Burger                     | Grill Master                                                                  |
| ----- | ---------- | --------------------------------- | ---------------------------------- | ----------------------------------------------------------------------------------- | ----------------------------------------------------------------------------- | ----------------------------------------------------------------------------- | -------------------------------------------------------------------- | ----------------------------------------------------------------------------- | ------------------------------------------------------------------ | -------------------- | -------------------------- | ----------------------------------------------------------------------------- |
| 2013  | Vainqueur  |                                   | King of the Grill Alexandre Hurson | Atelier A5                                                                          | King of the Grill                                                             | Pork Attac                                                                    | Jean Martin                                                          | King of the Grill Alexandre Hurson                                            | Atelier A5                                                         |                      |                            |                                                                               |
|       |            |                                   | Porc                               | Boeuf                                                                               | Poulet                                                                        | Agneau                                                                        | Taureau                                                              | Légumes                                                                       | Poisson                                                            | Dessert              | Burger                     | Grill Master                                                                  |
| 2014  | Vainqueur  |                                   | King of the Grill Alexandre Hurson | Burned Head Teheiura                                                                | Burned Head Teheiura                                                          | Les Cigales Véronique Filippi Valérie Gonzales Géraldine Montariello          | Toc Toquées Magali Limouzin Paul Ansaldi Jacqueline et Michel Vernet | Glanum Grill Team                                                             | Atelier A5                                                         |                      |                            |                                                                               |
|       |            |                                   | Porc                               | Boeuf                                                                               | Poulet                                                                        | Agneau                                                                        | Taureau                                                              | Légumes                                                                       | Poisson                                                            | Dessert              | Burger                     | Grill Master                                                                  |
| 2015  | Vainqueur  |                                   | Les aventuriers du Grill           | Picadors Grill Heroes Micheli Francois Antoine Hervé Patrick Gaisot Pascal Anglares | Team Galinette Anthony Le Brière Thierry Schandelmeyer Sébastien Mazzucchelli | Les Cigales Véronique Filippi Géraldine Montariello Valérie Gonzales          | Garrigues Cévennes Girls                                             | Team Galinette Anthony Le Brière Thierry Schandelmeyer Sébastien Mazzucchelli | Melteam Popote                                                     |                      | Kaupe Nui Team             | Team Galinette Anthony Le Brière Thierry Schandelmeyer Sébastien Mazzucchelli |
|       |            |                                   | Porc                               | Boeuf                                                                               | Poulet                                                                        | Agneau                                                                        | Taureau                                                              | Légumes                                                                       | Poisson                                                            | Dessert              | Burger                     | Grill Master                                                                  |
| 2016  | Vainqueur  | Gérard Louvin                     | Pou'Au                             | King of the grill Alexandre Hurson                                                  | Team Eat                                                                      | Team Galinette Anthony Le Brière Thierry Schandelmeyer Sébastien Mazzucchelli | La Mère Poule                                                        | Les Cigales Véronique Filippi Valérie Gonzales Jean-Pierre Filippi            | Les Cigales Véronique Filippi Valérie Gonzales Jean-Pierre Filippi |                      | Car Grills Girls           | Les Cigales Véronique Filippi Valérie Gonzales Jean-Pierre Filippi            |
|       |            |                                   | Porc                               | Boeuf                                                                               | Poulet                                                                        | Agneau                                                                        | Taureau                                                              | Légumes                                                                       | Poisson                                                            | Dessert              | Burger                     | Grill Master                                                                  |
| 2017  | Vainqueur  |                                   | KUATAU AHI                         | LE DIVIL                                                                            | BARBAK TEAM                                                                   | BORN TO GRILL                                                                 | LA MÈRE POULE                                                        | SMOCKING COCHONS                                                              | TEAM EAT                                                           | TEAM GALINETTE       | MDC                        | KUATAU AHI                                                                    |
| 2017  | 2ème place |                                   | TEAM GALINETTE                     | BARBECUE & CO BORDEAUX                                                              | TEAM BURGER                                                                   | KUATAU AHI                                                                    | LES ÉLUS                                                             | TEAM EAT                                                                      | LES LÉGENDAIRES BLACKFOOTS                                         | MISTRAL GAGANT       | ROSEBEEFLE                 | KUATAU AHI                                                                    |
| 2017  | 3ème place |                                   | LES TIRE BOUCHONS                  | LES KANOUNES                                                                        | LAS COCABANGOS                                                                | LA MÈRE POULE                                                                 | KUATAU AHI                                                           | LGM BBQ                                                                       | LES MINOTS DE LA REJAT                                             | TEAM BURGER          | LES MINOTS DE LA REJAT     | KUATAU AHI                                                                    |
|       |            |                                   | Porc                               | Boeuf                                                                               | Poulet                                                                        | Agneau                                                                        | Taureau                                                              | Légumes                                                                       | Poisson                                                            | Dessert              | Burger                     | Grill Master                                                                  |
| 2018  | Vainqueur  |                                   | YOUPORK                            | TEAM EAT                                                                            | KUATAU AHI                                                                    | KUATAU AHI                                                                    | LES COPAINS                                                          | MISTRAL GAGNANT                                                               | MISTRAL GAGNANT                                                    | AÏOLI GRILL BAND     | TEAM EAT                   | KUATAU AHI                                                                    |
| 2018  | 2ème place |                                   | LES TIRE BOUCHONS                  | LES COMPATRIOTES                                                                    | LES OUFTIS DU GRILL                                                           | MISTRAL GAGNANT                                                               | LES FILLES A CÔTELETTES                                              | GASTON ET GÉRAD                                                               | GLAM'NIGHT                                                         | TEAM BURDIGALA       | LES OGRES                  | KUATAU AHI                                                                    |
| 2018  | 3ème place |                                   | KUATAU AHI                         | BORN TO GRILL                                                                       | TEAM BURDIGALA                                                                | FIRE COOKS                                                                    | H BBQ                                                                | TEAM EAT                                                                      | BOUCHES DE L'AIN                                                   | BOBSTRONOMIE         | TEAM BURGER                | KUATAU AHI                                                                    |
|       |            |                                   | Porc                               | Boeuf                                                                               | Poulet                                                                        | Agneau                                                                        | Taureau                                                              | Légumes                                                                       | Poisson                                                            | Dessert              | Burger                     | Grill Master                                                                  |
| 2019  | Vainqueur  |                                   | KUATAU AHI                         | LES FILLES A CÔTELETTES                                                             | TEAM BURGER                                                                   | DENNY IMBROISI                                                                | H BBQ                                                                | GLAM'NIGHT                                                                    | LES ANISETTES                                                      | LES TOQUÉS DU ROCK   | LES OGRES DE LA BARBACK    | DENNY IMBROISI                                                                |
| 2019  | 2ème place |                                   | LES OUFTIS DU GRILL                | LES ANISETTES                                                                       | LES HIPPOPOTES                                                                | PIG'S DADDY                                                                   | L'ATELIER BL                                                         | DENNY IMBROISI                                                                | LES FLAMBEUSES                                                     | TEAM BURDIGALA       | LES TOQUÉS DU ROCK         | DENNY IMBROISI                                                                |
| 2019  | 3ème place |                                   | BARBECUE WAY OF LIFE               | TEAM GALINETTE                                                                      | BORN TO GRILL                                                                 | BURNING MEN                                                                   | YOUPORK                                                              | LES OGRES DE LA BARBACK                                                       | TGV TEAM GRILLADE VALENCE                                          | DENNY IMBROISI       | LES ROSBEEFLE              | DENNY IMBROISI                                                                |
|       |            |                                   | Porc                               | Boeuf                                                                               | Poulet                                                                        | Agneau                                                                        | Taureau                                                              | Légumes                                                                       | Poisson                                                            | Dessert              | Burger                     | Grill Master                                                                  |
| 2020  | Vainqueur  |                                   | LES RIPAILLEURS                    | LA RIOULE                                                                           | TGV TEAM GRILLADE VALENCE                                                     | LES FILLES A COTELETTES                                                       | H BBQ                                                                | O’BBQ                                                                         | DU KAAS                                                            | O’BBQ                | LES FADOLIS DU BURGER      | O’BBQ                                                                         |
| 2020  | 2ème place |                                   | TEAM EAT                           | H BBQ                                                                               | DU KAAS                                                                       | H BBQ                                                                         | BBQ LAMBESCAIN                                                       | DU KAAS                                                                       | LES RIPAILLEURS                                                    | BURGER TEAM          | DAD'S GRILL SMOKER AND BBQ | O’BBQ                                                                         |
| 2020  | 3ème place |                                   | LES GRILLADINGUES                  | LES CANTALOUS                                                                       | LA BUCHERIE                                                                   | ELLE EST OU LA POULETTE                                                       | LES FILLES A CÔTELETTES                                              | FRAMANIE                                                                      | BOUCHES DE L'AIN                                                   | LA RIOULE            | TGV TEAM GRILLADE VALENCE  | O’BBQ                                                                         |
|       |            |                                   | Porc                               | Boeuf                                                                               | Poulet                                                                        | Agneau                                                                        | Taureau                                                              | Légumes                                                                       | Poisson                                                            | Dessert              | Burger                     | Grill Master                                                                  |
| 2021  | Vainqueur  |                                   | LES RIPAILLEURS                    | TEAM BURDIGALA                                                                      | LES TRAVERS DU PORT                                                           | FRAMANIE                                                                      | LES FILLES À CÔTELETTES                                              | LES FÉES GRILLÉES                                                             | LES VOISINOUS                                                      | TEAM BURDIGALA       | LES RIPAILLEURS            | LES RIPAILLEURS                                                               |
| 2021  | 2ème place | TGV TEAM GRILLADE VALENCE         | LES FILLES À CÔTELETTES            | AUX SAVEURS DE KEV                                                                  | LES OGRES DE LA BARBACK                                                       | H BBQ                                                                         | AUX SAVEURS DE KEV                                                   | LES DALLES TOMME                                                              | LES RIPAILLEURS                                                    | LA MARINADEE         |                            | LES RIPAILLEURS                                                               |
| 2021  | 3ème place | LES CALANQUAIS                    | LES CANTALOUS                      | LES DIFFTENDERS                                                                     | LES FILLES À CÔTELETTES                                                       | FRAMANIE                                                                      | TGV TEAM GRILLADE VALENCE                                            | LES BELLES DE JOUR                                                            | LA MARINADEE                                                       | LA COUANE            |                            | LES RIPAILLEURS                                                               |
|       |            |                                   | Porc                               | Boeuf                                                                               | Poulet                                                                        | Agneau                                                                        | Taureau                                                              | Légumes                                                                       | Poisson                                                            | Dessert              | Burger                     | Grill Master                                                                  |
| 2022  | Vainqueur  |                                   | Aux Saveurs de Kev                 | Les Amis du Truffier                                                                | Hello BBQ Team                                                                | Les Amis du Truffier                                                          | Team Fischer                                                         | La Bûcherie                                                                   | Team Burdigala                                                     | Team Burdigala       | Les Cantalous              | LES AMIS DU TRUFFIER                                                          |
| 2022  | 2ème place | Braisenville                      | Bro's and Meat                     | Les Amis du Truffier                                                                | Les Toqués du Rock                                                            | Hello BBQ Team                                                                | Fricandeaux                                                          | Les Travers du Port                                                           | Les Toqués du Rock                                                 | Team Fischer         |                            | LES AMIS DU TRUFFIER                                                          |
| 2022  | 3ème place | Les Travers du Port               | Au Cœur des Beuds                  | Aux Saveurs de Kev                                                                  | La Brigade du Feu                                                             | Team Burdigala                                                                | The Touch                                                            | Les Fées Grillées                                                             | Braisenville                                                       | Les Bières à Feu     |                            | LES AMIS DU TRUFFIER                                                          |
|       |            |                                   | Porc                               | Boeuf                                                                               | Poulet                                                                        | Agneau                                                                        | Taureau                                                              | Légumes                                                                       | Poisson                                                            | Dessert              | Burger                     | Grill Master                                                                  |
| 2023  | Vainqueur  |                                   | Team Fischer                       | Team Fischer                                                                        | La République du BBQ                                                          | La Fricanderie                                                                | Braise-Moi Fort                                                      | Les Potes au Feu                                                              | La Salsa                                                           | Les Toqués du Rock   | Braise-Moi Fort            | ex æquo BRAISE-MOI FORT & TEAM FISCHER                                        |
| 2023  | 2ème place | Les Légendaires Blackfoot         | Bro's and Meat                     | La Salsa                                                                            | Aux Saveurs de Kev                                                            | Braisenville                                                                  | The Touch                                                            | La Fricanderie                                                                | Ladies Barbecool                                                   | Hello BBQ Team       |                            | ex æquo BRAISE-MOI FORT & TEAM FISCHER                                        |
| 2023  | 3ème place | Breaking Beef                     | Breaking Beef                      | Mam'dy grill                                                                        | Les Filles à Côtelettes                                                       | Les Filles à Côtelettes                                                       | Stranger Grill                                                       | Les Travers du Port                                                           | La République du BBQ                                               | Les Amis du Truffier |                            | ex æquo BRAISE-MOI FORT & TEAM FISCHER                                        |
| 2024  |            | Épreuve spéciale CAMEMBERT GILLOT | Porc                               | Boeuf                                                                               | Poulet                                                                        | Agneau                                                                        | Taureau                                                              | Légumes                                                                       | Poisson                                                            | Dessert              | Burger                     | Grill Master                                                                  |
| 2024  | Vainqueur  | Team Burdigala                    | Team Eat                           | Les Filles à Côtelettes                                                             | La Salsa                                                                      | The Touch                                                                     | Fanagrills                                                           | Les Barbajuan                                                                 | Team Burdigala                                                     | Team Burdigala       | Hello BBQ Team             | TEAM BURDIGALA                                                                |
| 2024  | 2ème place | Les Travers du Port               | Les Travers du Port                | Le BBQ des Sorgues                                                                  | Hello BBQ Team                                                                | Les Filles à Côtelettes                                                       | Braisenville                                                         | Team Burdigala                                                                | La Salsa                                                           | BBQ Family           | Wild Wild Ouest            | TEAM BURDIGALA                                                                |
| 2024  | 3ème place | Les Barbes Q                      | Mémé Simone                        | La Raie et Associés                                                                 | Team Eat                                                                      | La Braise des Gones                                                           | Les Filles à Côtelettes                                              | The Touch                                                                     | Les Côtes en Long                                                  | La République du BBQ | Born to Grill              | TEAM BURDIGALA                                                                |